# Eleições legislativas na Islândia em 2009
As Eleições parlamentares de 2009 foram realizadas em 25 de abril de 2009, na Islândia, para eleger os 63 deputados do Parlamento da Islândia. Estas eleições estavam previstas terem lugar em 2011, mas após forte pressão popular como resultado da crise financeira islandesa, obrigaram à realização de eleições antecipadas. A Aliança Social-Democrata e o Movimento de Esquerda Verde, que formavam o governo de gestão, obtiveram ganhos e formaram a maioria absoluta dos assentos no Althing. O Partido do Progresso também obteve ganhos e o novo Movimento Cívico, formado após os protestos de janeiro de 2009, ganhou quatro deputados. O grande perdedor foi o Partido da Independência, que esteve no poder durante 18 anos até janeiro de 2009: perdeu um terço de seu apoio e nove deputados.

## Resultados
A Aliança Social Democrática de Jóhanna Sigurðardóttir venceu o pleito. O novo governo foi formado com o Movimento de Esquerda Verde de Steingrímur J. Sigfússon, que assumiu o Ministério das Finanças. Esta foi a primeira vez desde a independência do país, em 1944, em que o bloco de centro-esquerda conquistou a maioria absoluta dos votos, e não o Partido da Independência.
O triunfo eleitoral confirma o apoio a Sigurðardóttir, fervorosa defensora da entrada do país à União Europeia, e que já anunciou sua intenção de iniciar as negociações com Bruxelas o mais rápido possível para poder realizar um referendo em 2010. O afundamento dos conservadores reflete o voto punitivo dos eleitores contra o partido que, com sua política neoliberal, levou à crise que provocou a quebra do setor bancário islandês em 2008 e deixou o país à beira da falência.

## Resultados Oficiais
| Partido                 | Partido                     | Votos   | %               | +/-   | Deputados | +/-   |
| ----------------------- | --------------------------- | ------- | --------------- | ----- | --------- | ----- |
|                         | Aliança Social Democrática  | 55 758  | 29,79 / 100,00  | 3,03  | 20 / 63   | 2     |
|                         | Partido da Independência    | 44 371  | 23,70 / 100,00  | 12,94 | 16 / 63   | 9     |
|                         | Movimento de Esquerda Verde | 40 581  | 21,68 / 100,00  | 7,33  | 14 / 63   | 5     |
|                         | Partido do Progresso        | 27 699  | 14,80 / 100,00  | 3,08  | 9 / 63    | 2     |
|                         | Movimento Cívico            | 13 519  | 7,22 / 100,00   | Novo  | 4 / 63    | Novo  |
|                         | Partido Liberal             | 4 148   | 2,22 / 100,00   | 5,04  | 0 / 63    | 4     |
|                         | Movimento Democrático       | 1 107   | 0,59 / 100,00   | Novo  | 0 / 63    | Novo  |
| Votos Inválidos         | Votos Inválidos             | 6 792   | 3,50 / 100,00   | 1,93  |           |       |
| Total                   | Total                       | 193 975 | 100,00 / 100,00 |       | 63 / 63   |       |
| Eleitorado/Participação | Eleitorado/Participação     | 227 843 | 85,14 / 100,00  | 1,52  |           |       |
| Fonte                   | Fonte                       | [ 3 ]   | [ 3 ]           | [ 3 ] | [ 3 ]     | [ 3 ] |

| ↓  |    |   |   |    |
| V  | S  | B | O | D  |
| 14 | 20 | 9 | 4 | 16 |

## Resultados por Distrito Eleitoral
A tabela apresenta os resultados dos partidos que elegeram deputados:
| Distrito eleitoral | %    | D  | %    | D  | %    | D  | %    | D | %   | D | %   | D | D  | Votantes |
| Distrito eleitoral | S    | S  | D    | D  | V    | V  | B    | B | O   | O | F   | F | D  | Votantes |
| ------------------ | ---- | -- | ---- | -- | ---- | -- | ---- | - | --- | - | --- | - | -- | -------- |
| Nordeste           | 22,7 | 3  | 17,5 | 2  | 29,7 | 3  | 25,3 | 2 | 3,0 | - | 1,6 | - | 10 | 23 368   |
| Noroeste           | 22,7 | 2  | 22,9 | 2  | 22,8 | 3  | 22,5 | 2 | 3,3 | - | 5,3 | - | 9  | 17 605   |
| Reykjavik Norte    | 32,9 | 4  | 21,4 | 2  | 24,0 | 3  | 9,6  | 1 | 9,6 | 1 | 1,6 | - | 11 | 35 121   |
| Reykjavik Sul      | 32,9 | 4  | 23,2 | 3  | 22,9 | 2  | 9,7  | 1 | 8,7 | 1 | 2,0 | - | 11 | 35 419   |
| Sudoeste           | 32,2 | 4  | 27,6 | 4  | 17,4 | 2  | 11,6 | 1 | 9,1 | 1 | 1,5 | - | 12 | 57 255   |
| Sul                | 28,0 | 3  | 26,2 | 3  | 17,1 | 1  | 20,0 | 2 | 5,5 | 1 | 3,1 | - | 10 | 26 964   |
| Islândia           | 29,8 | 20 | 23,7 | 16 | 21,7 | 14 | 14,8 | 9 | 7,2 | 4 | 2,2 | 0 | 63 | 193 975  |

### Nordeste
| Partido                 | Partido                     | Votos  | %             | +/-  | Deputados | +/-     |
| ----------------------- | --------------------------- | ------ | ------------- | ---- | --------- | ------- |
|                         | Movimento de Esquerda Verde | 6 937  | 29,7 / 100,0  | 10,1 | 3 / 10    | 1       |
|                         | Partido do Progresso        | 5 905  | 25,3 / 100,0  | 0,7  | 2 / 10    | 1       |
|                         | Aliança Social Democrática  | 5 312  | 22,7 / 100,0  | 1,9  | 3 / 10    | 1       |
|                         | Partido da Independência    | 4 079  | 17,5 / 100,0  | 10,5 | 2 / 10    | 1       |
|                         | Movimento Cívico            | 690    | 3,0 / 100,0   | Novo | 0 / 10    | Novo    |
|                         | Partido Liberal             | 384    | 1,6 / 100,0   | 4,3  | 0 / 10    | Estável |
|                         | Movimento Democrático       | 61     | 0,3 / 100,0   | Novo | 0 / 10    | Novo    |
| Votos Inválidos         | Votos Inválidos             | 881    | 3,6 / 100,0   | 2,1  |           |         |
| Total                   | Total                       | 28 362 | 100,0 / 100,0 |      | 63 / 63   |         |
| Eleitorado/Participação | Eleitorado/Participação     | 23 368 | 85,5 / 100,0  | 0,7  |           |         |

### Noroeste
| Partido                 | Partido                     | Votos  | %             | +/-  | Deputados | +/-     |
| ----------------------- | --------------------------- | ------ | ------------- | ---- | --------- | ------- |
|                         | Partido da Independência    | 4 037  | 22,9 / 100,0  | 6,2  | 2 / 9     | 1       |
|                         | Movimento de Esquerda Verde | 4 018  | 22,8 / 100,0  | 6,2  | 3 / 9     | 2       |
|                         | Aliança Social Democrática  | 4 001  | 22,7 / 100,0  | 1,5  | 2 / 9     | Estável |
|                         | Partido do Progresso        | 3 967  | 22,5 / 100,0  | 3,7  | 2 / 9     | 1       |
|                         | Partido Liberal             | 929    | 5,3 / 100,0   | 8,3  | 0 / 9     | 2       |
|                         | Movimento Cívico            | 587    | 3,3 / 100,0   | Novo | 0 / 9     | Novo    |
|                         | Movimento Democrático       | 66     | 0,4 / 100,0   | Novo | 0 / 9     | Novo    |
| Votos Inválidos         | Votos Inválidos             | 608    | 3,4 / 100,0   | 1,8  |           |         |
| Total                   | Total                       | 17 605 | 100,0 / 100,0 |      | 9 / 9     |         |
| Eleitorado/Participação | Eleitorado/Participação     | 21 294 | 85,5 / 100,0  | 0,5  |           |         |

### Reykjavik Norte
| Partido                 | Partido                     | Votos  | %             | +/-  | Deputados | +/-     |
| ----------------------- | --------------------------- | ------ | ------------- | ---- | --------- | ------- |
|                         | Aliança Social Democrática  | 11 568 | 32,9 / 100,0  | 3,8  | 4 / 11    | 1       |
|                         | Movimento de Esquerda Verde | 8 432  | 24,0 / 100,0  | 7,1  | 3 / 11    | 1       |
|                         | Partido da Independência    | 7 508  | 21,4 / 100,0  | 15,0 | 2 / 11    | 2       |
|                         | Partido do Progresso        | 3 375  | 9,6 / 100,0   | 3,4  | 1 / 11    | 1       |
|                         | Movimento Cívico            | 3 357  | 9,6 / 100,0   | Novo | 1 / 11    | Novo    |
|                         | Partido Liberal             | 556    | 1,6 / 100,0   | 4,7  | 0 / 11    | Estável |
|                         | Movimento Democrático       | 325    | 0,9 / 100,0   | Novo | 0 / 11    | Novo    |
| Votos Inválidos         | Votos Inválidos             | 1 279  | 3,5 / 100,0   | 1,9  |           |         |
| Total                   | Total                       | 35 121 | 100,0 / 100,0 |      | 11 / 11   |         |
| Eleitorado/Participação | Eleitorado/Participação     | 43 784 | 83,1 / 100,0  | 1,1  |           |         |

### Reykjavik Sul
| Partido                 | Partido                     | Votos  | %             | +/-             | Deputados | +/-     |
| ----------------------- | --------------------------- | ------ | ------------- | --------------- | --------- | ------- |
|                         | Aliança Social Democrática  | 11 667 | 32,9 / 100,0  | 3,9             | 4 / 11    | Estável |
|                         | Partido da Independência    | 8 209  | 23,2 / 100,0  | 16,0            | 3 / 11    | 3       |
|                         | Movimento de Esquerda Verde | 8 106  | 22,9 / 100,0  | 8,5             | 2 / 11    | Estável |
|                         | Partido do Progresso        | 3 435  | 9,7 / 100,0   | 3,8             | 1 / 11    | 1       |
|                         | Movimento Cívico            | 3 076  | 8,7 / 100,0   | Novo            | 1 / 11    | Novo    |
|                         | Partido Liberal             | 700    | 2,0 / 100,0   | 3,9             | 0 / 11    | 2       |
|                         | Movimento Democrático       | 226    | 0,6 / 100,0   | Novo            | 0 / 11    | Novo    |
| Votos Inválidos         | Votos Inválidos             | 1 507  | 4,1 / 100,0   | 2,5             |           |         |
| Total                   | Total                       | 35 419 | 100,0 / 100,0 |                 | 11 / 11   |         |
| Eleitorado/Participação | Eleitorado/Participação     | 43 748 | 84,4 / 100,0  | {{Increase}]1,8 |           |         |

### Sudoeste
| Partido                 | Partido                     | Votos  | %             | +/-  | Deputados | +/-     |
| ----------------------- | --------------------------- | ------ | ------------- | ---- | --------- | ------- |
|                         | Aliança Social Democrática  | 15 669 | 32,2 / 100,0  | 3,8  | 4 / 12    | Estável |
|                         | Partido da Independência    | 13 463 | 27,6 / 100,0  | 15,0 | 4 / 12    | 2       |
|                         | Movimento de Esquerda Verde | 8 473  | 17,4 / 100,0  | 5,8  | 2 / 12    | 1       |
|                         | Partido do Progresso        | 5 627  | 11,6 / 100,0  | 4,4  | 1 / 12    | Estável |
|                         | Movimento Cívico            | 4 428  | 9,1 / 100,0   | Novo | 1 / 12    | Novo    |
|                         | Partido Liberal             | 741    | 1,5 / 100,0   | 5,2  | 0 / 12    | Estável |
|                         | Movimento Democrático       | 302    | 0,6 / 100,0   | Novo | 0 / 12    | Novo    |
| Votos Inválidos         | Votos Inválidos             | 1 612  | 3,2 / 100,0   | 1,7  |           |         |
| Total                   | Total                       | 48 703 | 100,0 / 100,0 |      | 12 / 12   |         |
| Eleitorado/Participação | Eleitorado/Participação     | 58 203 | 86,4 / 100,0  | 2,1  |           |         |

### Sul
| Partido                 | Partido                     | Votos  | %             | +/-  | Deputados | +/-     |
| ----------------------- | --------------------------- | ------ | ------------- | ---- | --------- | ------- |
|                         | Aliança Social Democrática  | 7 541  | 28,0 / 100,0  | 1,2  | 3 / 10    | 1       |
|                         | Partido da Independência    | 7 073  | 26,2 / 100,0  | 9,8  | 3 / 10    | 1       |
|                         | Partido do Progresso        | 5 390  | 20,0 / 100,0  | 1,3  | 2 / 10    | Estável |
|                         | Movimento de Esquerda Verde | 4 614  | 17,1 / 100,0  | 7,2  | 1 / 10    | Estável |
|                         | Movimento Cívico            | 1 381  | 5,5 / 100,0   | Novo | 1 / 10    | Novo    |
|                         | Partido Liberal             | 838    | 3,1 / 100,0   | 3,9  | 0 / 10    | 1       |
|                         | Movimento Democrático       | 127    | 0,5 / 100,0   | Novo | 0 / 10    | Novo    |
| Votos Inválidos         | Votos Inválidos             | 867    | 3,1 / 100,0   | 1,4  |           |         |
| Total                   | Total                       | 26 964 | 100,0 / 100,0 |      | 10 / 10   |         |
| Eleitorado/Participação | Eleitorado/Participação     | 32 505 | 85,6 / 100,0  | 1,3  |           |         |